# Saint-Caprais (Lot)
Saint-Caprais é uma comuna francesa na região administrativa de Occitânia, no departamento de Lot. Estende-se por uma área de 8,85 km². Em 2010 a comuna tinha 81 habitantes (densidade: 9,2 hab./km²).